# Łopianów
Łopianów (z niem. Loppnow) – wieś w północno-zachodniej Polsce, położona w województwie zachodniopomorskim, w powiecie gryfickim, w gminie Gryfice.
Wieś placowa z wyraźnym podziałem na część chłopską (zachodnią) z czworobocznymi zagrodami i folwarczną (wschodnią). Układ współczesny placowy wsi częściowo zatarty, folwark zdewaloryzowany.

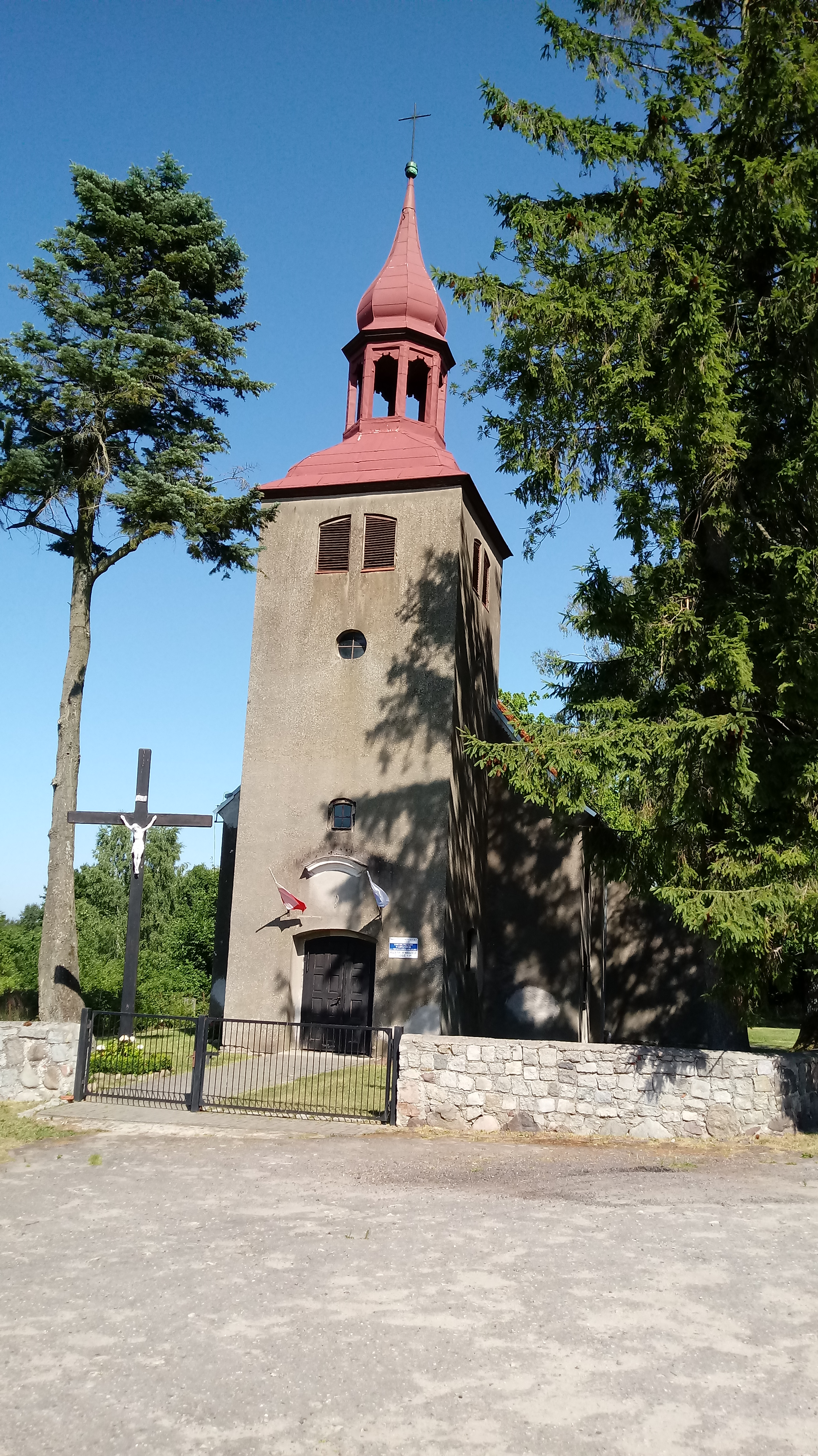
Wieża kościoła

W centralnej części wsi znajduje się kościół pw. Niepokalanego Serca NMP, zbudowany  z cegły w 1911 r. na fundamentach wcześniejszej świątyni pochodzącej z XVII wieku. Od zachodu przylega do niego wieża z barokową latarnią przeniesiona z poprzedniego kościoła. Niegdyś w świątyni znajdowały się epitafia z początków XVIII wieku rzeźbione w drewnie i polichromowane z herbami rodziny von Loppnow. Kościół poświęcony został ponownie 3 maja 1947 roku.
Ok. 1 km na wschód od wsi znajduje się Jezioro Łopianowskie, przez które przepływa struga Lubieszowa.
W latach 1946–1998 miejscowość administracyjnie należała do województwa szczecińskiego.
Gmina Gryfice utworzyła jednostkę pomocniczą – "Sołectwo Łopianów", które obejmuje jedynie wieś Łopianów. Organem uchwałodawczym sołectwa jest zebranie wiejskie, na którym mieszkańcy wybierają sołtysa. Działalność sołtysa wspomaga jest rada sołecka, która liczy od 3 do 7 osób – w zależności jak ustali wyborcze zebranie wiejskie.